# Paranoid (canção de Kanye West)
"Paranoid" é uma canção de Kanye West, escrita pelo próprio cantor, por Patrick Reynolds, Scott Mescudi, Consequence e Jeff Bhasker, sendo o quarto single do álbum 808s & Heartbreak. Foi criado uma espécie de remix em que a cantora Rihanna participa, inclusive participa também no videoclipe oficial da canção.

## Videoclipe
O videoclipe oficial da canção foi gravado do Hawai, e foi numa entrevista no Tribeca Film Festival que o cantor confirmou a participação de Rihanna no vídeo musical da canção. O vídeo coloca a cantora num papel de namorada paranóica do cantor Kanye, que através da canção explica o que é ter uma namorada controladora e obsessiva. Rihanna encarna o papel mas sem vocais.

## Posições
A canção entrou na Billboard Pop 100 em número noventa e cinco, a 21 de Março de 2009. E actualmente tem como melhor posição a número sessenta e um.
| Tabela (2009)                                           | Melhor Posição |
| ------------------------------------------------------- | -------------- |
| Estados Unidos Billboard Bubbling Under Hot 100 Singles | 18             |
| Estados Unidos Billboard Pop 100                        | 34             |